# Corea del Norte en la Copa Mundial de Fútbol Sub-20 de 2011
La Selección de Corea del Norte fue uno de los 24 equipos participantes en la Copa Mundial de Fútbol Sub-20 de 2011, torneo que se llevó a cabo entre el 29 y el 20 de agosto de 2011 en Colombia.
En el sorteo realizado el 27 de abril en Cartagena de Indias la Selección de Corea del Norte quedó emparejada en el Grupo F junto con Inglaterra, con quien debutará México y Argentina. No anotó ningún gol

## Fase de grupos

### Tabla de posiciones
| Equipo          | Pts | PJ | PG | PE | PP | GF | GC | Dif |
| --------------- | --- | -- | -- | -- | -- | -- | -- | --- |
| Argentina       | 7   | 3  | 2  | 1  | 0  | 4  | 0  | 4   |
| México          | 4   | 3  | 1  | 1  | 1  | 3  | 1  | 2   |
| Inglaterra      | 3   | 3  | 0  | 3  | 0  | 0  | 0  | 0   |
| Corea del Norte | 1   | 3  | 0  | 1  | 2  | 0  | 6  | -6  |

## Partidos
| 29 de julio de 2011, 14:30 | Inglaterra | 0:0     | Corea del Norte | Estadio Atanasio Girardot, Medellín                                |                                                                    |
|                            |            | Reporte |                 | Asistencia: 16.265 espectadores Árbitro(s): Wilson Seneme (Brasil) | Asistencia: 16.265 espectadores Árbitro(s): Wilson Seneme (Brasil) |

| 1 de agosto de 2011, 17:00 | México                                              | 3:0 (1:0) | Corea del Norte | Estadio Atanasio Girardot, Medellín                                       |                                                                           |
|                            | Yong-chol 45+1' (a.g.) · Guarch 54' · De Buen 90+4' | Reporte   |                 | Asistencia: 40.943 espectadores Árbitro(s): Markus Strömbergsson (Suecia) | Asistencia: 40.943 espectadores Árbitro(s): Markus Strömbergsson (Suecia) |

| 4 de agosto de 2011, 17:00 | Argentina                                        | 3:0 (1:0) | Corea del Norte | Estadio Atanasio Girardot, Medellín                                           |                                                                               |
|                            | Ferreyra 36' · Villafáñez 84' · Cirigliano 90+6' | Reporte   |                 | Asistencia: 11.604 espectadores Árbitro(s): Noumandiez Doue (Costa de Marfil) | Asistencia: 11.604 espectadores Árbitro(s): Noumandiez Doue (Costa de Marfil) |